# Палицын, Александр Александрович
Александр Александрович Палицын (1741—1816) — литературный деятель, переводчик, просветитель Слобожанщины первой половины XIX века.

## Биография
Уроженец Слободской Украины, Александр Палицын во время службы в Санкт-Петербурге (адъютантом при Румянцеве) познакомился со многими писателями и приобрёл вкус к литературе. Выйдя в отставку, он поселился в своём имении где в скором времени смог собрать вокруг себя немногочисленных тогда представителей харьковской творческой интеллигенции в своеобразный культурный клуб, получивший в народе название «Поповская академия» .
Сам Александр Палицын выступал как поэт и переводчик. Ему принадлежит в частности перевод на современный русский язык «Плача Ярославны», «Слова о полку Игореве» (первый в русской литературе), а также переводы французских просветителей.
Кружок, созданный Александром Палицыном, получил наименование «Поповская академия», по названию его имения Поповка, где он обычно собирался (теперь — село Зализняк, Сумской район, Сумская область). Постоянными участниками «Поповской академии» были такие люди как Василий Каразин, архитектор Петр Ярославский, писатель Евстафий Станевич, архитектор и гравёр Николай Алфёров, братья Байковы. Кроме того, в Поповку иногда приезжали Григорий Сковорода, Ипполит и Иван Богдановичи, Иван Срезневский и другие деятели науки и культуры Юга Российской империи. Именно на заседаниях «Поповской академии» был впервые поднят вопрос о создании в Харьковской губернии университета.